# Polynomring
En polynomring är inom matematik en ring konstruerad från en annan ring som kan ses som mängden av alla polynom i ett fixt antal variabler med koefficienter i den ursprungliga ringen.

## Polynomringar i en variabel
Ett polynom i en variabel x med koefficienter i en ring R är ett uttryck på formen:
{\displaystyle p=a_{n}x^{n}+a_{n-1}x^{n-1}+...+a_{2}x^{2}+a_{1}x+a_{0}=\sum _{k=0}^{n}a_{k}x^{k}}
där {\displaystyle a_{n},a_{n-1},...,a_{1},a_{0}} är element i R. Med graden av p avses det största k sådant att {\displaystyle x^{k}} har en nollskild koefficient.
Polynomringen över R, betecknad {\displaystyle R[x]} mängden av alla polynom med koefficienter i R. {\displaystyle R[x]} är då en ring med operatorerna addition och multiplikation definierade enligt:
{\displaystyle \left(\sum _{k=0}^{n}a_{k}x^{k}\right)+\left(\sum _{k=0}^{n}b_{k}x^{k}\right)=\sum _{k=0}^{n}(a_{k}+b_{k})x^{k}}
{\displaystyle \left(\sum _{i=0}^{n}a_{i}x^{i}\right)\left(\sum _{j=0}^{m}b_{j}x^{j}\right)=\sum _{k=0}^{m+n}\left(\sum _{i+j=k}a_{i}b_{j}\right)x^{k}}

### Egenskaper
- Om R är en kommutativ ring är {\displaystyle R[x]} en kommutativ ring.
- Om R är ett integritetsområde är {\displaystyle R[x]} ett integritetsområde.
- Om K är en kropp är {\displaystyle K[x]} en principalidealdomän.

### Polynomdivision
Om d är ett element i {\displaystyle R[x]} vars ledande koefficient är en enhet i R (ett inverterbart element) så finns för alla p i {\displaystyle R[x]} unika element k och r i {\displaystyle R[x]} sådana att k:s grad är strikt mindre än r:s grad och
{\displaystyle p=kd+r.\,}
Speciellt, om K är en kropp gäller ovan för alla element d i {\displaystyle K[x]}.

## Polynomringar i flera variabler
Ett polynom i flera variabler {\displaystyle x_{1},...,x_{n}} med koefficienter i en ring R definieras analogt med polynom i en variabel, men notationen är omständligare. Vanligtvis definieras ett multiindex {\displaystyle \alpha =(\alpha _{1},...,\alpha _{n})} som är en n-tippel av heltal {\displaystyle \alpha _{i}} och man skriver:
{\displaystyle x^{\alpha }=\prod _{k=1}^{n}x_{k}^{\alpha _{k}}=x_{1}^{\alpha _{1}}\ldots x_{n}^{\alpha _{n}}}
och produkten {\displaystyle x^{\alpha }} kallas för ett monom av multigrad {\displaystyle \alpha }. Ett polynom över R definieras då som en linjärkombination av monom med koefficienter i R:
{\displaystyle p=\sum _{\alpha }a_{\alpha }x^{\alpha }.}
Med graden av ett monom {\displaystyle x^{\alpha }} avses:
{\displaystyle |\alpha |=\sum _{k=1}^{n}\alpha _{k}.}
En polynomring i n variabler över R, {\displaystyle R[x_{1},...,x_{n}} är alla polynom med n variabler, dessa kan konstrueras genom att skapa polynomringar av polynomringar, exempelvis är {\displaystyle R[x_{1},x_{2}]} isomorf med {\displaystyle R[R[x]]}.

### Egenskaper
Låt {\displaystyle S=R[x_{1},...,x_{n}]} där R är en ring. Då gäller:
- Om R är kommutativ är S kommutativ.
- Om R är ett integritetsområde är S ett integritetsområde.
- Om R är en kropp är alla ideal i S ändligt genererade (Hilberts bassats).

## Generaliseringar
Polynomringar kan generaliseras på flera olika sätt.

### Generaliserade exponenter
I en polynomring är exponenterna på variablerna heltal, men den avgörande egenskapen för att strukturen ska bli en ring är sambandet
{\displaystyle x^{m}x^{n}=x^{m+n}\,.}
Dvs, att man kan lägga ihop exponenter, en operation som är associativ. En struktur med en binär operator som är associativ kallas för en monoid. Mängden av funktioner med nollskilda värden för endast ändligt många element från en monoid M till en ring R bildar en så kallad monoidring, {\displaystyle R[N]}.
En polynomring i n variabler över R är en monoidring {\displaystyle R[\mathbb {N} ^{n}]}, där {\displaystyle \mathbb {N} ^{n}} är monoiden n-tipplar av naturliga tal med addition som binär operator. Man kan utgå från definitionen av en monoidring och konstruera begreppet polynomring som ett specialfall. Andra val av monoider än {\displaystyle \mathbb {N} ^{n}} ger andra typer av monoidringar.

### Formella potensserier
Istället för polynom kan man använda formella potensserier som sina ringelement, då man kan ha oändligt många nollskilda koefficienter. Addition sker komponentvis och multiplikation genom Cauchyprodukten.